# Дойдесфельд
Дойдесфельд (нім. Deudesfeld) — громада в Німеччині, розташована в землі Рейнланд-Пфальц. Входить до складу району Вульканайфель. Складова частина об'єднання громад Даун.
Площа — 8,03 км2. Населення становить 398 ос. (станом на 31 грудня 2020).